# 碘化锕
碘化锕是一种无机化合物，化学式为AcI3。

## 制备
碘化锕可由氧化锕和碘化铝在600~700℃加热得到。